# Kenny Stamatopoulos
Kyriakos ("Kenny") Stamatopoulos (Kalamata, 28 augustus 1979) is een Grieks-Canadees voetballer die als doelman speelt. Sinds 2010 speelt hij bij de Zweedse voetbalclub AIK. In 2001 maakte Stamatopoulos zijn debuut voor het Canadees voetbalelftal.